# Friedrich Wilhelm von Schütz

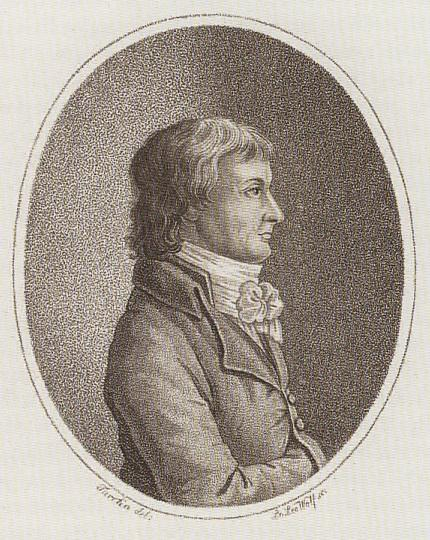
Hofrat Friedrich Wilhelm von Schütz um 1801
(Kupferstich von Leo Wolf)

Friedrich Wilhelm von Schütz (* 25. April 1758 in Erdmannsdorf; † 9. März 1834 in Zerbst) war ein deutscher Publizist.

## Leben
Der Sohn des Besitzers des Ritterguts Erdmannsdorf und Amtshauptmanns des Erzgebirgischen Kreises Julius Ernst von Schütz (1721–1793) studierte von 1777 bis 1779 Rechtswissenschaften in Leipzig. Danach betätigte er sich als Schriftsteller.
Der Aufklärer trat für die Emanzipation der Juden ein (Apologie Nathan den Weisen betreffend 1781; Leben und Meinungen Moses Mendelssohn 1787) und wandte sich der Freimaurerei zu. Ebenso war er einige Zeit lang Mitglied der Rosenkreuzer sowie des Illuminatenordens.  Er betrachtete diese Orden jedoch bald als Verirrungen der Freimaurerei und trennte sich von diesen. 
1787 ging er nach Altona/Elbe, das damals zu Dänemark gehörte. Dort gab er das Archiv der Schwärmerei und Aufklärung heraus. Hier trat er in die Freimaurerloge „Zum glänzenden Felsen“ ein, die er jedoch bald wieder verließ, als die in ihr befindlichen jüdischen Mitglieder die Loge verlassen mussten.
Nach dem Beginn der französischen Revolution versuchte er durch seine Schriften deren Ideen zu verbreiten. Ab Juli 1792 gab er in Hamburg den Niedersächsischen Merkur heraus, der im Dezember desselben Jahres verboten wurde. Um preußischen Nachstellungen zu entgehen, ließ er sich im November vom französischen Gesandten als Sekretär anstellen. 1792 wurde er als ein für Reformen aufgeschlossener Freimaurer Mitbegründer der christlich-jüdischen Loge „Einigkeit und Toleranz“, einer sogenannten Toleranz-Loge in Hamburg.  
Nach einer Niederlage der französischen Revolutionstruppen wurde er 1793 aus Hamburg ausgewiesen und ließ sich als Privatmann in der Nähe von Hamburg nieder. 1796 bis 1797 gab er das Neue Archiv der Schwärmerei und Aufklärung und den Neuen Niedersächsischen Merkur heraus. 
Nach dem Ende der französischen Revolution durch Napoléon Bonaparte konzentrierte er sich auf die Freimaurerei. Er zog 1819 nach Zerbst, wo er bis zu seinem Tod am 9. März 1834 freimaurerische Schriften herausgab. 1824 erschien in Leipzig seine Schrift Freie Bekenntnisse eines Veteranen der Maurerei und anderer geheimer Gesellschaften zur Beherzigung für die Eingeweihten und zur interessanten Belehrung für Nichtmaurer, in der er seinen freimaurerischen Werdegang und seine Einstellung zu den damaligen Strömungen in der Freimaurerei schildert.

## Werke
- Apologie Nathan den Weisen betreffend, 1781
- Leben und Meinungen Moses Mendelssohn, 1787
- Archiv der Schwärmerei und Aufklärung
- Niedersächsischer Merkur, 1792
- Neues Archiv der Schwärmerei und Aufklärung, 1796 bis 1797
- Neuer Niedersächsischer Merkur, 1796 bis 1797
- C. F. Sintenis Leben und Wirken, als Mensch, Schriftsteller und Kanzelredner. Eine biographische Skizze mit Hinsicht auf mehrere seiner Schriften / herausgegeben von F. W. von Schütz. Zerbst: Adolph Friedrich von Schütz, 1820
- Geschichte der Kriege in Europa seit dem Jahre 1792 als Folgen der Staatsveränderung in Frankreich unter König Ludwig XVI. Band 1, Band 2, Band 3, Band 5, Band 6, Teil 1, Band 6, Teil 2, Band 8, Band 9, Teil 2, Band 11, Teil 1, Band 11, Teil 2, Band 12, Teil 1, Band 13, Teil 2, Band 15, Teil 1